# Заселення Ісландії
Перші згадки про Ісландію з'являються у грецьких та римських авторів, а перші поселенці - в добу Середньовіччя. Це підтверджують археологічні дослідження - на території острову не було знайдено пам'яток, що датувалися б раніше VIII ст. н. е.

Схема освоєння Ісландії першими поселенцями

## Ірландські поселенці
Археологічні дослідження, вказують на те, що першими відомими поселенцями в Ісландії були ірландці, що досить рано прийняли християнство та почали шукати в Європі віддалені і пустельні місця, де вони могли б в самотності служити Богу. Зазвичай ірландські самітники виходили в Північну Атлантику на човнах - "каррех". В середині VII ст. вони виявили Фарерські острови, де і створили перші поселення та розводили овець. З Фарер мореплавці-відлюдники попрямували далі і в середині VIII ст. досягли Туле (саме так вони іменували острів Ісландія). Можливо, заселення розпочалось ще раніше оскільки Беда Шановний (674-735) згадував Туле в своїх працях. Ірландський монах-географ Дикуїл, біля 825 року написав працю De Mensura Orbis Terrae ("Про вимірювання земного кругу"), в якій згадав двох ірландських священників, що побували на далекій землі, що вони називали Туле. Потрапили ірландці туди приблизно в 795 р. і прожили там біля шести місяців. Дикуїл зазначає: "Навіть вночі сонце світить там настільки яскраво, що можна побачити вошей на сорочці!" 
Важко встановити, чи були в ірландців постійні поселення; ймовірно, вони прибували на острів періодично і перебували там певний час. Але безсумнівно те, що в момент появи на острові перших скандинавів ірландці теж знаходились там. Арі Торґільссон Мудрий в "Книзі про заселення" описує найдавнішу історію Ісландії та згадує деяких ірландців, що були там в той час і яких вікінги називали "папар", тобто "отці". В іншому історичному оповіданні - "Книга про заселення землі" також згадуються "папари". Також їхні сліди можна простежити в сучасній ісландській топоніміці - Papey (острів папарів), Papóss (гирло папарів) і т.д.  
Коли почалося норвежське заселення Ісландії, ірландські монахи, або покинули острів (не хотіли жити поряд з язичниками), або були вигнані новими поселенцями. Ймовірно, вони покинули острів з поспіхом, бо за свідченнями, залишили на острові свої книги та хрести. 

## Скандинавські поселенці
Скандинавська колонізація Ісландії відбувалася з 870 по 930 рр. і дістала назву "епоха заселення". За підрахунками, на острів іммігрувало приблизно 10 тис. чол. Здебільшого, в Ісландію переселились предки сучасних норвежців, а також датчан, шведів та англосаксів. 
Причини:
- жага до наживи;
- потяг до зміни місця проживання;
- хронічний брак земель;
- зростаюча регламентація життя і оподаткування;
- втеча норвежців від короля Гаральда Харфагра (Прекрасноволосого), що хотів підкорити собі всю Норвегію, зневаживши права місцевих володарів.

Згідно зі свідченнями Ладнамабок і її редакції "Стурлубок" першим узбережжя Ісландії досяг Наддод з Норвегії. Його корабель збився з курсу і несподівано натрапив на невідому землю, якою виявилося східне узбережжя Ісландії. Вікінги вирішили оглянути найближчі околиці, але не натрапивши на будь-які ознаки людського життя повернулись на корабель. За легендою, перед їхнім відплиттям в горах випав невеликий сніг і Наддод назвав нововідкриту землю Снеланд - Країна снігу. 
Інша редакція - "Хауксбок" першовідкривачем називає шведа Гардара Сваварссона. Дослідник Джон Гвінс вважає другу версію достовірною, так як ця редакція спирається на текст оригіналу та два більш ранні джерела - анонімна "Історія Норвегії" та "Історію про древніх норвезьких правителів" Теодорікуса Монаха. Шведський вікінг назвав землю Гардарсхольм - "Острів Гардара". 
Третім скандинавом, що відвідав Ісландію вважають норвежця Флокі Вільгердарсона. Він вирушив на пошуки Гардарсхольма з метою оселитись там разом з сім'єю та друзями. Флокі був ревним язичником і взяв з собою трьох воронів, що мали принести йому удачу та допомогти відшукати нову землю. За легендою, саме один з воронів привів корабель до Гардарсхольму. Флокі з людьми оселився в фьорді на північно-західному узбережжі, де була родюча земля та рясна рослинність. Вони займалися заготівлею риби та дичини, аж поки на розпочалася сувора зима, що спричинила спустіння пасовищ та загибель тварин. Внаслідок цієї події Гардарсхольм було перейменовано на Ісланд - Крижану країну.  
У 70 рр. ІХ ст. до Ісландії прибули норвежець Інгольф Арнарсон і його зведений брат Лейф. Тільки побачивши землю, Інгольф кинув у воду два стовпи і пообіцяв, що оселиться там, де вони зупиняться. Переконавшись, що земля там хороша і родюча, Інгольф з братом вирішили пересилитись туди, що і відбулося в 870 р. Одного разу раби Інгольфа знайшли стовпи прибиті до берега в фьорді на південно-західному узбережжі. Норвежець тлумачив цю знахідку як волю богів, що вказали йому на нове місце для постійного проживання. Завдяки пару, що йшов від гарячих джерел, вікінг назвав це місце Рейк'явік - "Затока Димів". Після того, як Інгольф поселився в Рейк`явіку, імміграція значно зросла. Основна частина переселенців прибула із західної і південно-західної Норвегії. Інші були як скандинавами, так і родом з Британських островів.  